# 杜納伊夫齊區

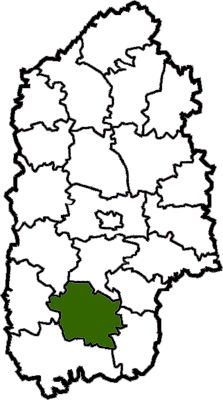
杜納伊夫齊區在赫梅利尼茨基州的位置

杜納伊夫齊區（烏克蘭語：Дунаєвецький район），曾是烏克蘭西部赫梅利尼茨基州的一個區，行政中心設於杜納伊夫齊，面積1,180平方公里，2015年人口63,205，人口密度每平方公里53.56人。
该区在2020年乌克兰行政区划改革中撤销，其范围并入卡緬涅茨-波多利斯基區。